# 張恩 (嘉靖舉人)
張恩（16世紀—16世紀），字子推，河南開封府祥符縣人，明朝政治人物。

## 生平
張恩自小失去父親，因而努力學習，是嘉靖十六年（1537年）丁酉科河南鄉試舉人，十七年（1538年）、二十年（1541年）兩次會試中副榜，以母親年老選授宿州學正，二十五年（1546年）任江西鄉試同考官時收到一份傑出試卷，他據理力爭讓考生破例中舉；陞山東平原知縣，地方有疑獄懸而未決，他卻在睡覺時得異夢，經審訊後獲得實情，五年內多行惠政，縣人為他立生祠。後來陞鳳陽同知，適逢河流決堤，他跟隨河道總督相視形勢，開通新河以疏濬水流，事成後得賞白金十六兩；流寇師尚詔在睢州起兵，攻破歸德聚眾南侵，他在宿州從守，親身守衛三日三夜，賊人於是離去，不久他因母親逝世回鄉。服闋後起補為黃州同知，當時嚴嵩父子專權，黃州知府某和嚴嵩同鄉親近，私下說：「給我千金為相君賀壽，則可擔任知府。」他婉拒，不久致仕，有子萬曆八年進士張有德。

## 引用
1. 1 2  光緒《祥符縣志·卷十七·人物志》：張恩，字子推，祥符人。少孤力學，嘉靖丁酉舉鄉試，兩試南宮皆乙榜，因母老署宿州學正，丙午分校江西得雋卷，破例力爭果獲佳士，尋晉山東平原縣知縣，有疑獄累年弗決，恩得異夢一訊得情，治平原五年多惠政，平原人為立生祠；晉鳳陽府同知，會河決徐淮，恩隨河臣相視形勢，開新河以通湮淤，功成賞白金十六兩，巨寇師尚詔起兵睢州，破歸德擁眾南侵，恩從守宿州，賊至薄城，恩身親矢石不解甲者三日夜，賊引去，尋以母憂去官。起補湖廣黃州府同知，時嚴嵩父子枋國，士人多以賄進，黃州守某者相嵩同鄉且周親，私謂：「予我千金為相君壽，則郡守可得也，即不給吾以府藏為若輸焉。」恩力謝之，尋致仕歸，子有德另有傳。 見《通志》
2. ↑  光緒《宿州志·卷十三·官爵志》：學正 明……張恩，河南祥符舉人，嘉靖二十三年任，後授本府同知，三十二年流賊師尚詔掠宿，恩從都撫吳公守城有功。